# Policarpo Cacherano d'Osasco
Policarpo Vitaliano Cacherano d'Osasco (Cantarana, 1744 – Torino, 27 agosto 1824) è stato un generale e politico italiano.

## Biografia
Gianbattista Policarpo Vitaliano Cacherano dei signori di Osasco, Cantarana, Valgorrera e Rocca d'Arazzo, nasce a Cantarana figlio quartogenito dello storico e scrittore Carlo Giovanni Battista e di Anna Teresa Roero di Cortanze.
Prende sicuramente influenza dalla cultura del padre e riceve un'educazione improntata sulle discipline umanistiche, ma non essendo primogenito e non potendo sperare nella successione ai possedimenti e titoli del padre si dedica alla carriera militare.
Legato, come il padre, alla terra della nonna materna, elegge Cantarana come propria dimora, tanto che quando viene nominato cavaliere dell'ordine di Malta, (poi commendatore), è chiamato "il cavaliere di Cantarana".
Ha una carriera brillante: nel 1793 è promosso colonnello del Reggimento di Saluzzo e in questa veste sconfigge, nella guerra di Nizza nello stesso anno, i giacobini che ufficiosamente spalleggiati dalla Francia cercavano di "liberare" i territori sabaudi.
Questa vittoria che per l'epoca non fu marginale diede un'ulteriore spinta alla carriera del Cacherano. Nel 1796 è ispettore di fanteria.
Ma la bufera bufera napoleonica si avvicina ed è lui il primo (15 aprile 1798) a scrivere al re dei disordini sui confini degli stati sardi: «una truppa di gente sediziosa ed armata, minaccia d'invadere queste province e di turbarne la quiete con la forza, con la seduzione e con l'inganno. Per meglio coprire il suo perverso disegno, per intimorire e sedurre, vanta esse intenzioni amichevoli e vantaggiose al popolo», queste poche righe scritte a mo' di manifesto per il re, ma anche per il popolo, sono forse oggi, un documento raro e preziosissimo sulle primordiali mosse di Napoleone sul fronte italiano. Nel giugno del 1798 liberò Carrosio dall'occupazione delle truppe filofrancesi di Carlo Trombetta di San Benigno e il 5 luglio dello stesso anno sconfisse a Spinetta Marengo un'altra spedizione di giacobini piemontesi che avrebbe dovuto occupare Alessandria e far insorgere l'intero Piemonte.
Policarpo comanda un reggimento nella disfatta di Marengo, e dopo la resa del re lo segue mestamente nell'esilio sardo.
Nel 1814 è nominato comandante generale della Savoia Cavalleria e due anni dopo è Generale d'Armata: in questa veste è protagonista del riordino dell'esercito dopo il ciclone Napoleonico.

Vista anche l'età, sembra che ormai il suo contributo allo stato sia stato dato, ma il re lo cerca ancora per un impegno gravoso: precettore del principe di Carignano ed erede al trono Carlo Alberto in sostituzione di Filippo Grimaldi del Poggetto, con lo scopo di togliere dalla testa del principe le idee "rivoluzionarie" acquisite nel periodo della sua vita in Francia.
Personaggio austero, molto religioso e deciso conservatore, secondo il re è la persona giusta al progetto.
Muore a Torino all'età di 80 anni il 27 agosto del 1824 e viene sepolto nella cripta della chiesa di San Filippo Neri.
Il fratello maggiore Ercole fu socio della Società Agraria di Torino e sindaco di Torino nel 1792 e 1793.

## Curiosità
- Il Cacherano è citato nel romanzo La tana del lupo di Resi Cibabene, romanzo storico sull'epopea napoleonica.

## Opere principali
- Policarpo Cacherano d'Osasco, Réflexions sur les grandes vérités de la religion chrétienne pour chaque jour du mois, l'Hopital, 1815 (opera andata perduta)
- Policarpo Cacherano d'Osasco, Lettera del Cav. Generale Policarpo Cacherano d'Osasco a Carlo Alberto principe di Carignano, Stab. Tipografico E. Cattaneo, 1930 (pubblicato postumo)